# Martin Vyskočil
Martin Vyskočil (* 15. September 1982 in Olmütz) ist ein tschechischer Fußballspieler.

## Karriere

### Verein
Vyskočil spielte in der Jugend beim SK Sigma Olmütz. Sein erster Profiverein war auch SK Sigma Olmütz, wo er fünf Jahre unter Vertrag stand. Nach sechs Monaten beim ŠK Slovan Bratislava spielte er zwei Jahre beim FC Tescoma Zlín. Nachdem Zlín abgestiegen ist, wechselte er zum nahen slowakischen MŠK Žilina, wo er in der Saison 2009/10 mit der Mannschaft slowakischer Meister wurde. Im Juni 2011 wechselte er zum FC Spartak Trnava.

### Nationalmannschaft
Vyskočil spielte viermal für die tschechische U-21-Nationalmannschaft.

## Erfolge
- Slowakischer Fußballmeister: 2010